# Centrolobium ochroxylum
Centrolobium ochroxylum  es un árbol perennifolio, estatura mediana a alta y puede alcanzar hasta 30 metros de alto. Tiene una base recta y una copa globosa. Su corteza externa es color marrón claro. Sus ramas con densa pubescencia oscura, peciolos pubescentes, hojas alternas, están compuestas imparipinnadas; pecioluluos cortos menos de 3 a 5 mm, de 9 a 11 folíolos, de 9 a 19 cm de largo y de 7 a 12 cm de ancho, opuestos en un solo plano, limbo ampliamente elíptico a casi redonda, borde entero, ápice acuminado, base redonda a obtusa en el folíolo terminal

## Observaciones
Esta especie es reconocible por su corteza marrón claro, sus hojas imparipinadas con folíolos amplios casi redondos y sus frutos son espinosos con un ala gruesa cartácea. 

## Localización
Este árbol se puede encontrar en Perú y Ecuador.
Se encuentra también en la Provincia de Darién, al sur de la República de Panamá en Centro América, en donde algunos residentes lo llaman Amarillo Guayaquil.

## Usos
Su madera (de muy buena calidad) es altamente apetecida en el mercado local para la carpintería. También es usada localmente para construcciones rurales, leña y el fruto sirve de alimento para las aves y ardillas.
- Datos: Q15528449